# Tesla Cyberquad
El Tesla Cyberquad es un vehículo todoterreno eléctrico de cuatro ruedas creado por Tesla, Inc. y exhibido en la presentación del Tesla Cybertruck en noviembre del 2019 en Hawthorne, California en el Tesla Design Studio. Al final de la presentación, Elon Musk anunció "una cosa más", en cuyo momento se mostró el ATV cargado en la parte trasera del Cybertruck.
Las especificaciones del Cyberquad no aparecen en el sitio web de Tesla; sin embargo, se menciona en la página web del Cybertruck: "[El Cybertruck tiene] espacio de sobra para su caja de herramientas, neumáticos y Cyberquad." El 22 de noviembre de 2019, Musk tuiteó: "El ATV eléctrico para 2 personas de Tesla vendrá primero como una opción para el Cybertruck". Sin embargo, no hubo ninguna mención de los precios.
La marca "Cyberquad" fue registrada el 22 de noviembre de 2019.
Durante el evento de Día de la Batería de Tesla en 2020, Musk llevó un prototipo del Cyberquad para anunciarlo como un accesorio opcional para los compradores del Cybertruck en 2021.

## Carga
El ATV puede cargarse en la cama del Tesla Cybertruck usando su sistema de carga desde 110 a 240 voltios.